# Liste der Kulturdenkmäler in Metzlos
Die folgende Liste enthält die in der Denkmaltopographie ausgewiesenen Kulturdenkmäler auf dem Gebiet des Ortsteils Metzlos der Gemeinde Grebenhain, Vogelsbergkreis, Hessen.
Hinweis: Die Reihenfolge der Denkmäler in dieser Liste orientiert sich an der Anschrift, alternativ ist sie auch nach der Bezeichnung oder der Bauzeit sortierbar.
Kulturdenkmäler werden fortlaufend im Denkmalverzeichnis des Landes Hessen durch das Landesamt für Denkmalpflege Hessen auf Basis des Hessischen Denkmalschutzgesetzes (HDSchG) geführt. Die Schutzwürdigkeit eines Kulturdenkmals hängt nicht von der Eintragung in das Denkmalverzeichnis des Landes Hessen oder der Veröffentlichung in der Denkmaltopographie ab.

| Bild            | Bezeichnung                                 | Lage                                              | Beschreibung                                                                                                   | Bauzeit | Objekt-Nr. |
| --------------- | ------------------------------------------- | ------------------------------------------------- | --- | ------- | ---------- |
| Bild gesucht BW | Ehemalige Lenzenmühle, Sachteil Datumsstein | An der Lenzenmühle 8 LageFlur: 3, Flurstück: 33   | Skulptierter Stein mit der Jahreszahl 1774, in die Außenwand des baulich stark veränderten Anwesens eingesetzt | 1774    |            |
| Bild gesucht BW |                                             | Gunzenauer Straße 2 LageFlur: 1, Flurstück: 23/1  | Traufständiger Streckhof mit anschließender Scheune, wohl im frühen 19. Jahrhundert erbaut                     |         |            |
| Bild gesucht BW | Gefallenendenkmal                           | Außerhalb der Ortslage LageFlur: 3, Flurstück: 21 | auf dem Friedhof, 1923 errichtet                                                                               |         |            |